# Pieter Verbrugghen mladší
Pieter Verbrugghen mladší (1648 Antverpy – 6. října 1691 Antverpy) byl vlámský sochař, kreslíř, rytec a obchodník.

## Životopis
Pieter Verbruggen byl synem Pietera Verbrugghena (* 1615). Pravděpodobně se umění učil u svého otce. V roce 1674 Pieter odcestoval do Říma. Tvořil zde pro svého bratra Hendrika Frans Verbrugghena návrhy podle antických soch a podle prací italského sochaře, architekta a malíře Giana Lorenza Berniniho. 3. ledna 1675 se připojil k sdružení Bentvueghels, sdružení převážně nizozemských a vlámských umělců pracujících v Římě. Podle zvyku sdružení dostal přezdívku (takzvané „ohnuté jméno“) Ballon (Míč). Byl přijat do Bentvueghels ve stejnou dobu jako Abraham Genoels a François Moens. Pieter se vrátil do Antverp v roce 1677, kde pracoval jako rytec. V roce 1680 byl přijat jako mistr do Cechu Sv. Lukáše v Antverpách, ale zůstal v otcově dílně jako jeho spolupracovník. Děkanem spolku se stal v roce 1691. V roce 1688 se oženil s Marií Isabellou Heckovou.
Jeho žákem byl Joannes Boecksent.

## Galerie

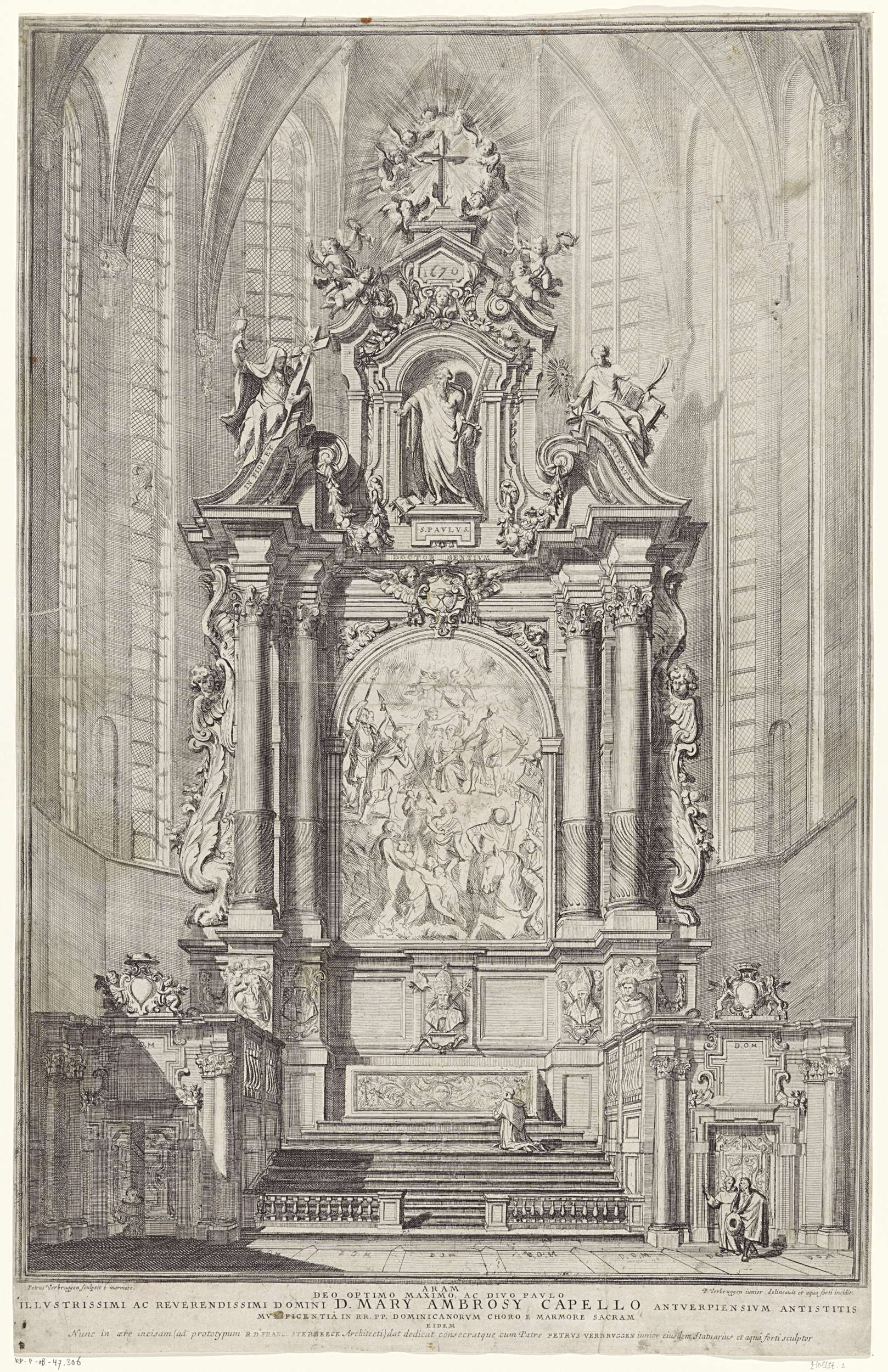
Návrh pro hlavní oltář kostela sv. Pavla v Antverpách, lept a kresba
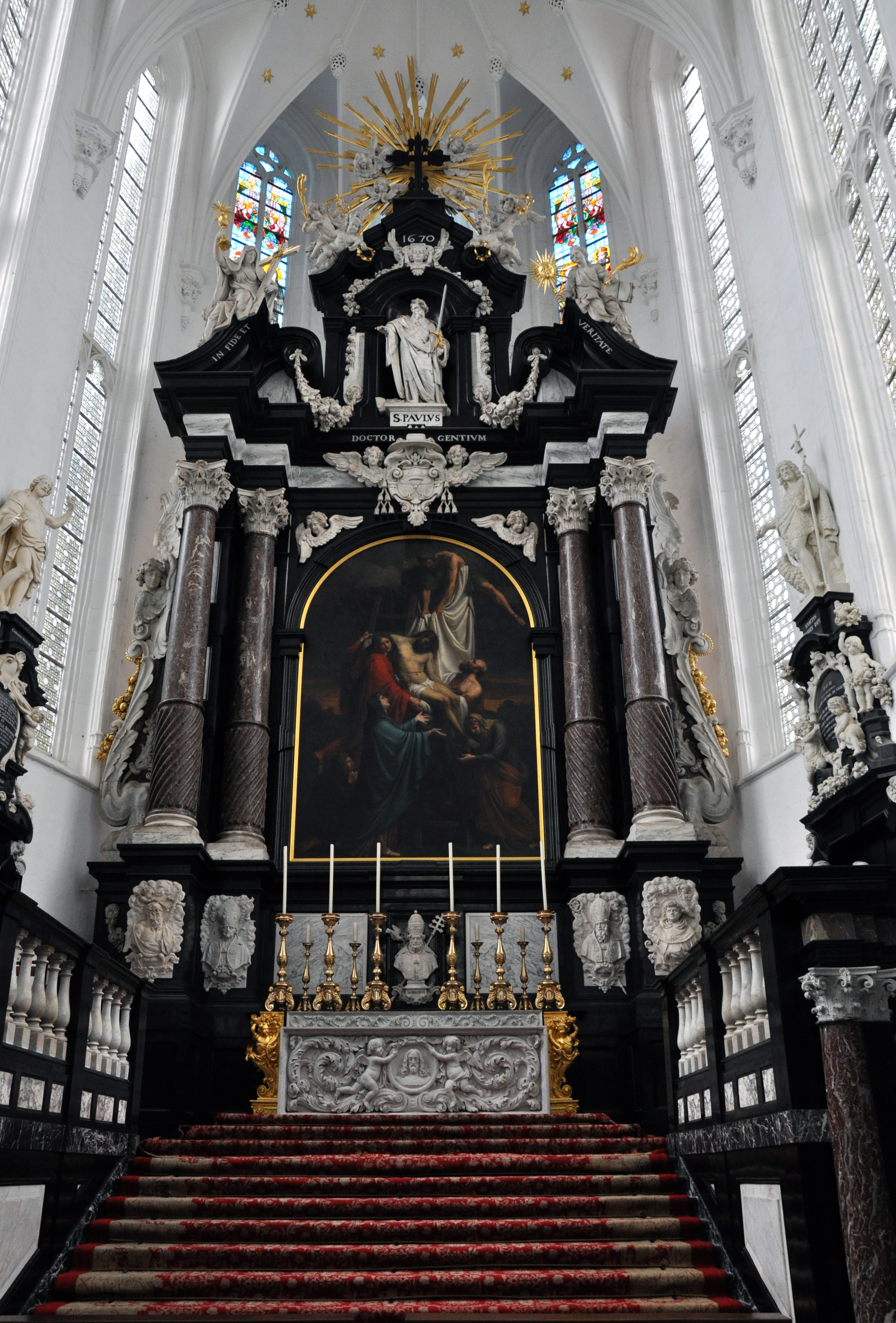
Reálné provedení
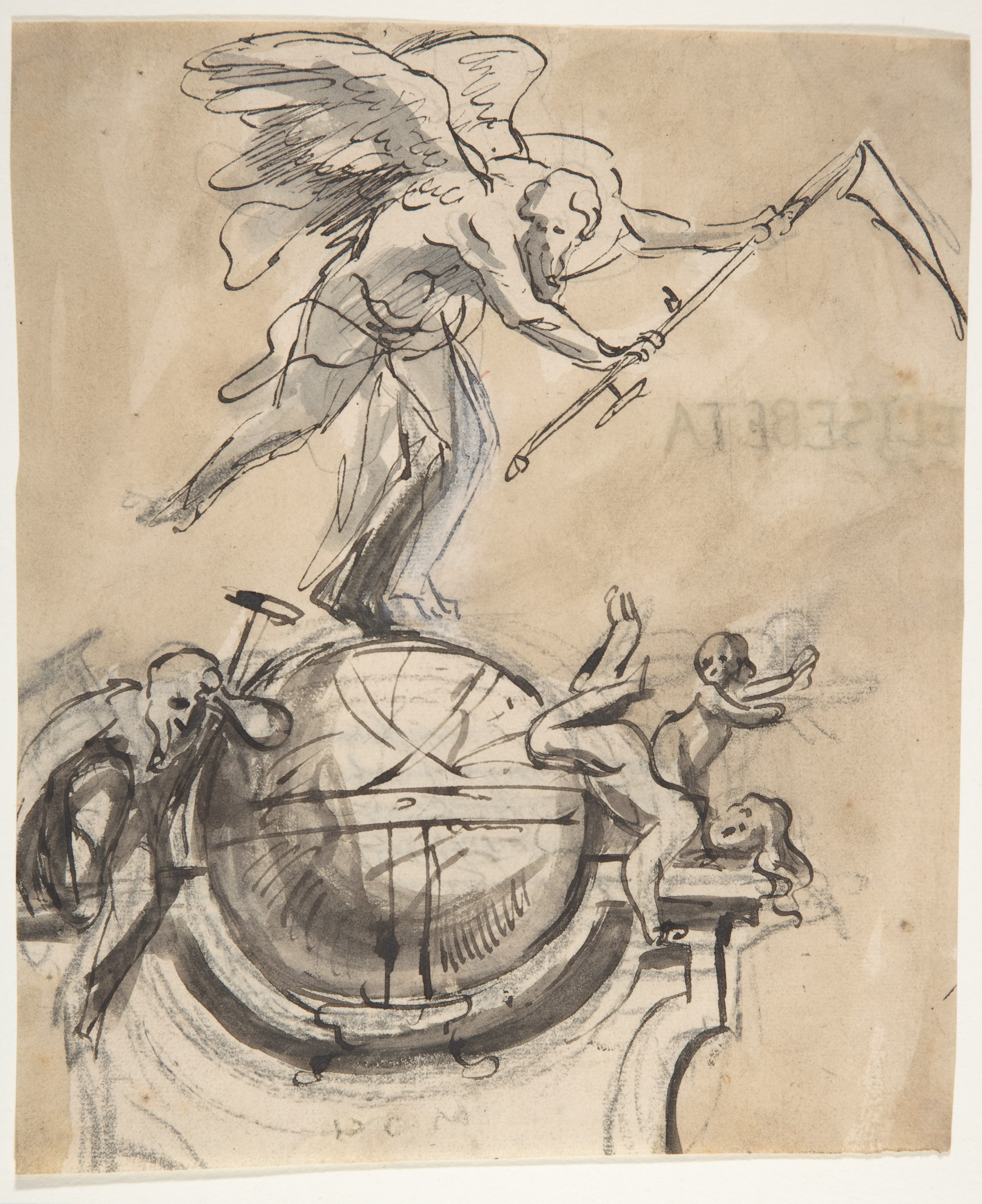
Alegorie Času
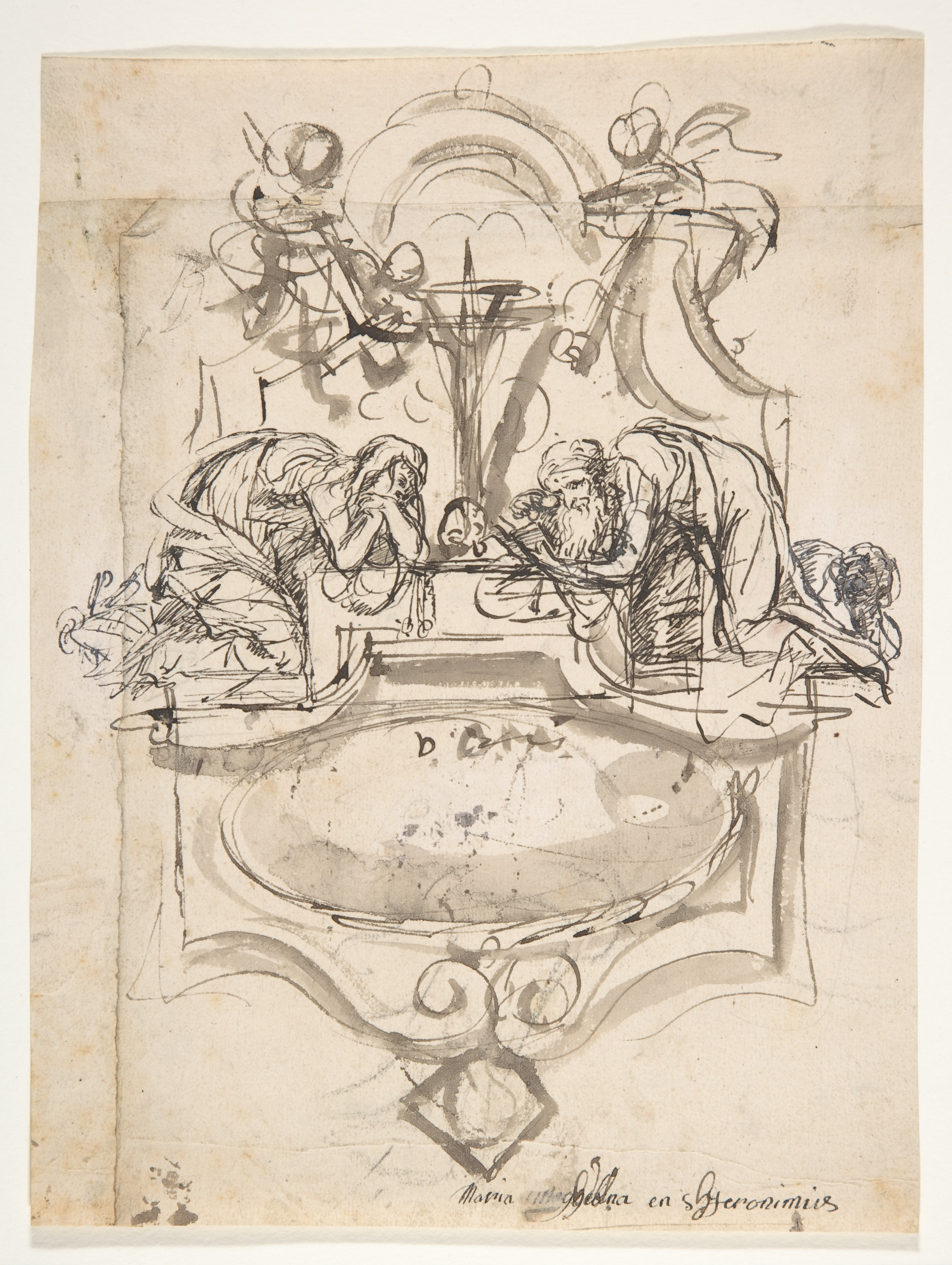
Návrh památníku hrobky s Marií Magdalenou a Svatým Jeronýmem
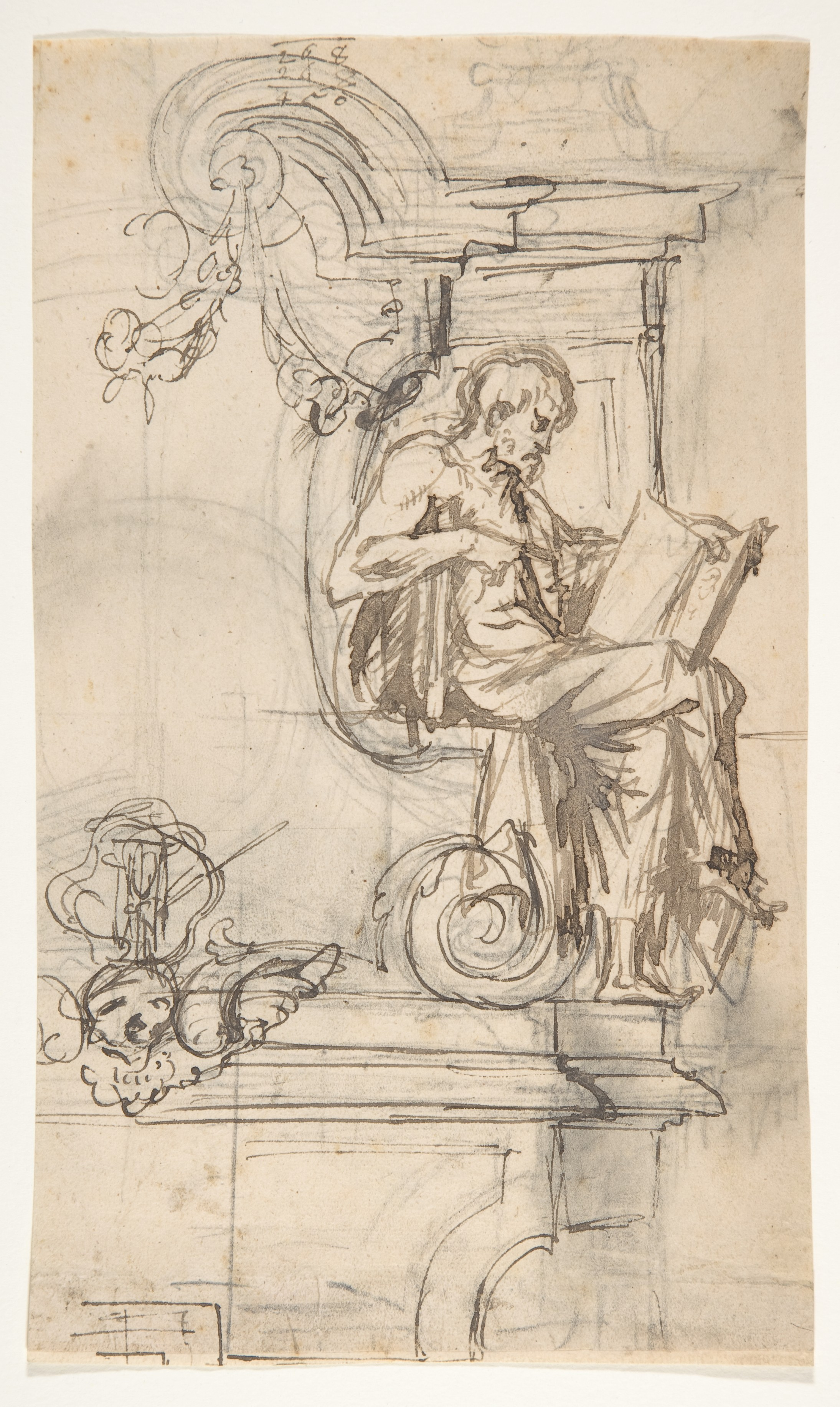
Návrh pro hrobku se sochou proroka nebo filozofa
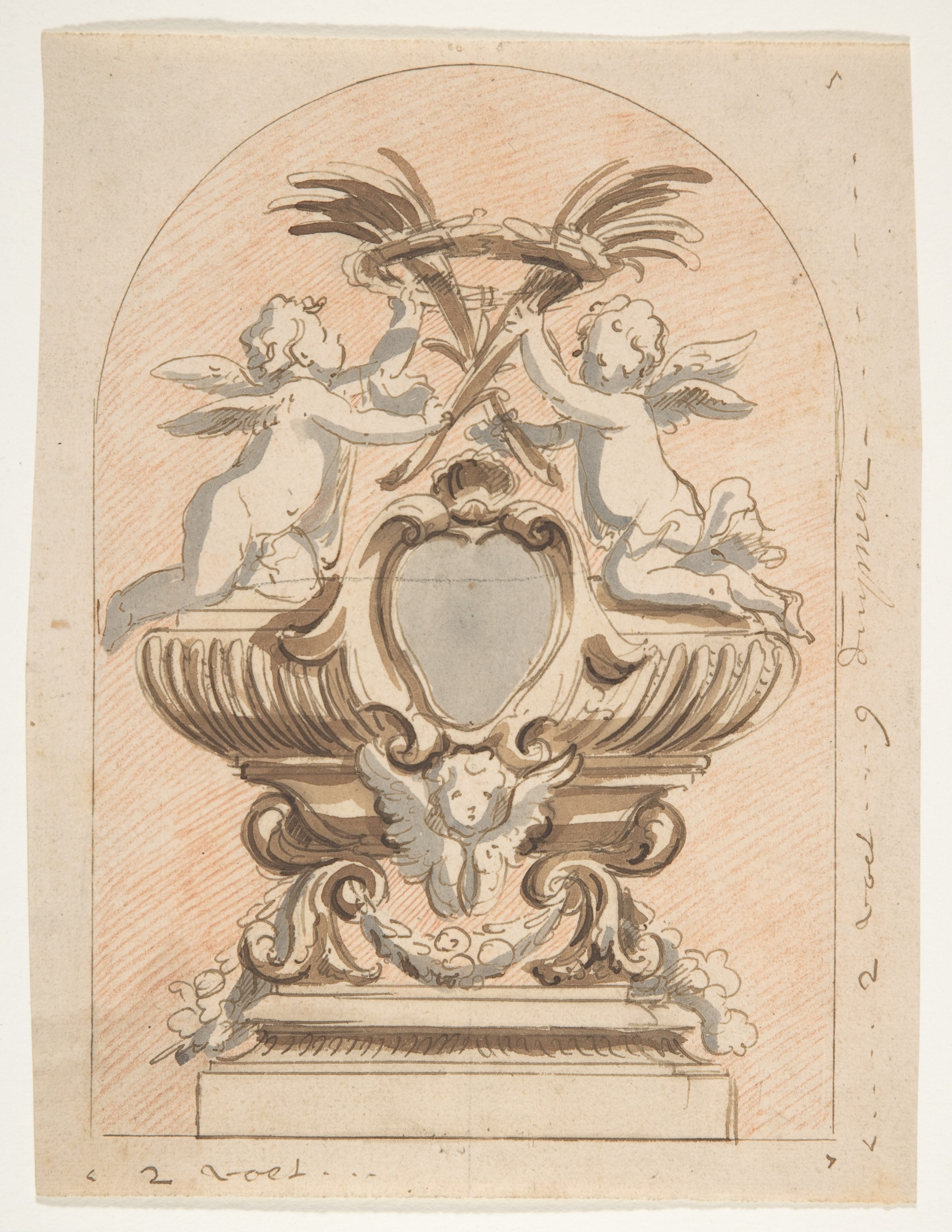
Design pro relikviář